# Boloria alba
Boloria alba är en fjärilsart som beskrevs av Cabeau 1930. Boloria alba ingår i släktet Boloria och familjen praktfjärilar. Inga underarter finns listade i Catalogue of Life.